# Cerro Jefe
El cerro Jefe es una montaña ubicada en Panamá, exactamente al norte de la provincia de Panamá y forma parte de la cuenca hidrográfica del canal de Panamá y del parque nacional Chagres. Tiene una altura de 1007 metros y es la montaña más alta de la provincia de Panamá.
Posee una diversidad biológica, encontrándose el 12% de las plantas endémicas del país.